# Oberstdorf
Oberstdorf é um município do sudoeste da Alemanha, localizado no estado da Baviera. É o município mais meridional da Alemanha.